# ProjectLibre
ProjectLibre é uma versão de código aberto do software para gerenciamento de projetos OpenProj. É capaz de importar e exportar arquivos no formato do concorrente Microsoft Project 2010, e executa na plataforma Java permitindo portabilidade entre vários sistemas operativos como o Linux, Mac OS e Windows.
A versão inicial do Projectlibre foi em agosto de 2012, sendo uma bifurcação do OpenProj. Ele foi votado como o projeto de código aberto do mês de outubro 2012 pela comunidade SourceForge.

## Histórico
O Projectlibre foi criado por Marc O'Brien e Laurent Chretienneau que tem como objetivo uma alternativa ao software comercial como o Microsoft Project. É software livre, tal como o nome indica, mas também é compatível com qualquer outro software de gerenciamento de projeto que pode ler e gravar em documentos na extensão XML, que inclui, além do MS Project, vários outros softwares de gestão de projetos.
Devido ao congelamento do OpenProj, que não é atualizado desde 2008, a equipe que o desenvolveu originalmente decidiu criar um novo projeto, iniciando pela última versão do OpenProj e aplicando correções e atualizações há muito aguardadas. Em agosto de 2012 o projeto foi liberado para o público com uma nova versão que corrigiu muitos problemas e trouxe novas funcionalidades, as quais incluem:
- importa e exporta arquivos do/para o Microsoft Project 2010
- impressão
- exportação para PDF (sem restrições)
- nova interface de botões
- Compatibilidade completa com o Project 2010
- muitas correções de erros e problemas do OpenProj